# تهماسب‌قلی‌خان جلایر
تهماسب قلی‌خان جلایر یکی از برجسته‌ترین و سرسخت‌ترین فرماندهان جنگ‌های نادرشاه بود و از همان روزهای اولیه فعالیت نظامی خود در خراسان به نادرشاه خدمت کرد تا اینکه در آخرین سال سلطنت نادر علیه او شورش کرد.
طهماسب جلایر در بسیاری از جنگ‌های کلیدی نادر حضور داشت و در موفقیت‌های نظامی رضاقلی میرزا افشار در مقابل ازبک‌ها مؤثر بود. او در کنار نادر در نبرد کرنال جنگید و فرماندهی جناح راست ارتش ایران را بر عهده داشت. در سال‌های پایانی حکومت نادر در ایران، طهماسب علیه نادر شورش کرد، زیرا نادر که در این مرحله به جنون رسیده بود برای آزمایش وفاداریش او را یک خائن اعلام کرد. عادل‌شاه او را متقاعد کرد که شورش علنی علیه نادر تنها راه حل است، اما بعداً طهماسب جلایر نشانه‌هایی از تمایل به آشتی با نادر را نشان داد و بنابراین عادل‌شاه او را کشت. طنز مرگ او این بود که او به عنوان یک فرد وفادار در شورش علنی علیه شاه که او را رها کرده بود، جان باخت.